# 沃尔夫冈·赫尼希
沃尔夫冈·赫尼希（德語：Wolfgang Hönig，1954年1月21日—），德国男子赛艇运动员。他曾代表东德参加世界赛艇锦标赛，其中1974年世锦赛获得男子单人双桨金牌，1975年世锦赛则获得男子四人双桨金牌。